# Amerigo Fontani
Amerigo Fontani (Firenze, 15 giugno 1955) è un attore italiano.

## Biografia
Nato a Firenze, attore di teatro diplomato alla bottega teatrale di Vittorio Gassman nel 1979. Ha recitato anche al cinema nei film La vita è bella del 1997 (dove interpreta Rodolfo, il rivale in amore del protagonista Guido, interpretato dal regista Roberto Benigni), La terza stella nel 2004  Stagione di caccia nel 2008 e in La Suite (2010).
In televisione ha interpretato il ruolo di Claudio Mercalli nella soap opera Vivere nel 2003 e, a partire dal 2008, quello di Maurizio Bassani nella soap opera CentoVetrine fino ai primi mesi del 2010. L'attore torna nella soap nell'aprile 2011.

## Filmografia

### Cinema
- La vita è bella, regia di Roberto Benigni (1997)
- La terza stella, regia di Alberto Ferrari (2004)
- Stagione di caccia (2008)
- L'ospite, regia di Ugo Frosi (2014)
- Forever Young, regia di Fausto Brizzi (2016)
- City in Love (2016)

### Televisione
- Vivere - soap opera (1999)
- Casa Vianello - sit-com, episodi Lo spogliarello, Agenzia Alibis, Calciatori anonimi (1999-2001-2005)
- Gino Bartali - L'intramontabile - Rai 1 (2006)
- Una sera d'ottobre - film TV (2009)
- CentoVetrine, registi vari - Canale 5 (2008-2010/2011)
- Buonasera Presidente - Giovanni Leone - regia di Giacomo Faenza e Davide Minnella, episodio 2 (2019)
- Pezzi unici  - Cinzia TH Torrini (2019)

## Pubblicità
- Innocenti (1995-1996)
- Dolcontrol (2023-2025)